# Matt Lampson
Matt Lampson est un joueur américain de soccer né le 6 septembre 1989 à Cleveland au Tennessee. Il joue au poste de gardien de but.

## Biographie

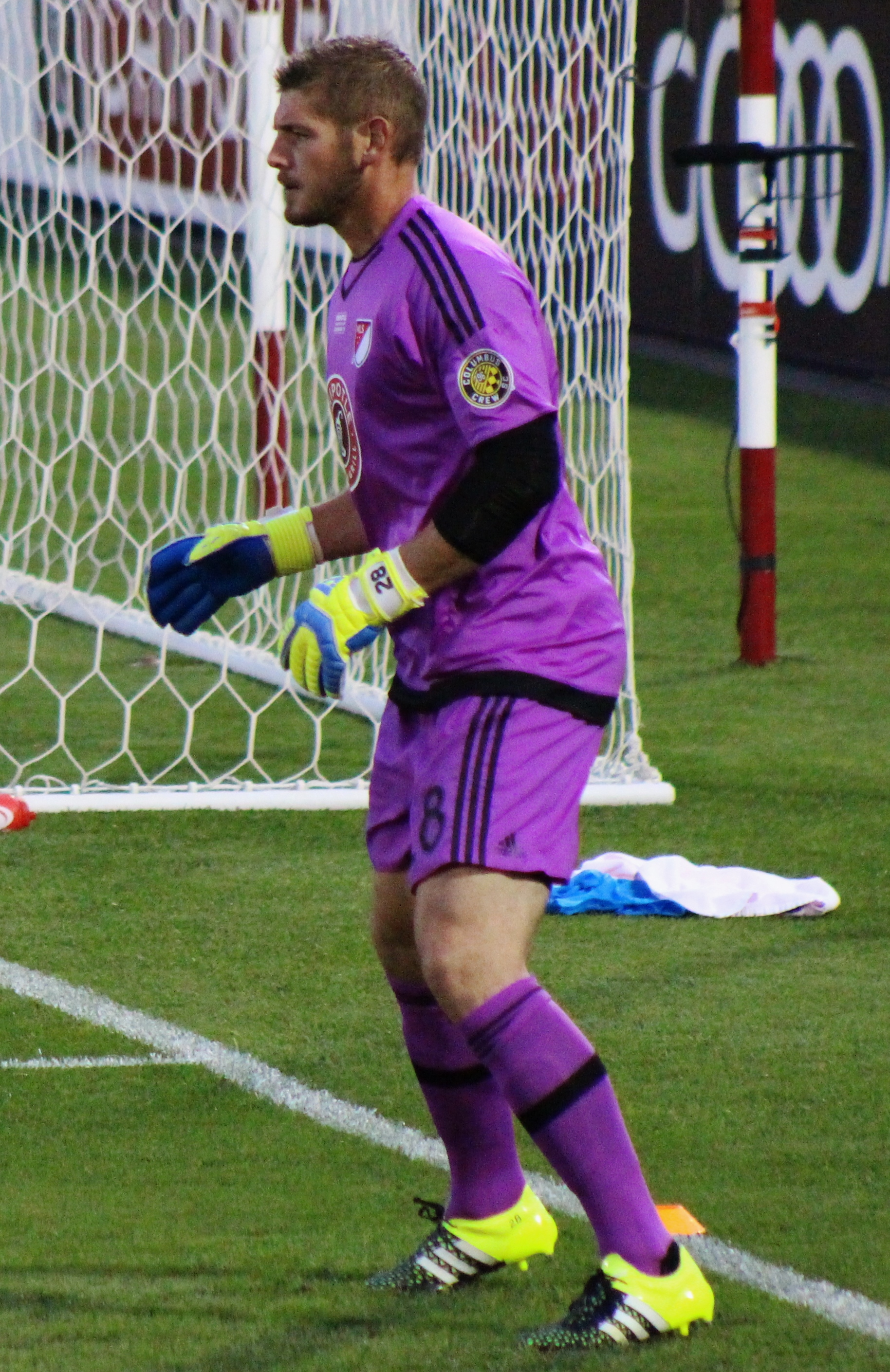
Lampson en 2015 avec le Crew de Columbus

Lors de la pré-saison 2016, Lampson convainc le Fire de Chicago de lui offrir un contrat le 26 février 2016. Malgré l'importante rotation au poste de gardien de but au Fire, Matt Lampson a la possibilité de participer à quarante-deux rencontres au cours des saisons 2016 et 2017. Néanmoins, il est envoyé au Minnesota United FC le 19 janvier 2018 dans le cadre d'un échange avec le Fire de Chicago au cours du repêchage universitaire de 2018. Dans cette transaction, le Minnesota United obtient 175 000 dollars en montant d'allocation monétaire, le quinzième choix (Wyatt Omsberg) au repêchage de 2018 et le gardien Matt Lampson en échange du cinquième choix (Jon Bakero).